# MABT
MABT – włoski materiał wybuchowy, mieszanina trotylu, 2,4-dinitrofenolu oraz kwasu pikrynowego.